# Cevdet Sunay
Cevdet Sunay (Trabzon, 10 febbraio 1899 – İstanbul, 22 maggio 1982) è stato un politico turco.
È stato un ufficiale dell'esercito turco, in cui arrivò al grado di generale, per essere poi eletto presidente della Repubblica, esercitando il suo mandato dal 28 marzo 1966 al 28 marzo 1973. Ha sposato Atifet Hanim nel 1929, da cui avuto tre figli: Atilla, Aysel e Argun.